# Alabastre (Alacant)
Alabastre o L'Alabastre és un llogaret de les partides rurals de la Canyada del Fenollar, Alcoraia, al municipi d'Alacant i el Campet, al municipi d'Agost. Hi ha un nucli amb el nom d'Alabastre situat al sud-oest del terme, a La Canyada del Fenollar que pertanyen al terme municipal d'Alacant.